# Canton de Plœuc-sur-Lié
Le canton de Plœuc-sur-Lié est une ancienne division administrative française, située dans le département des Côtes-d'Armor et la région Bretagne.

## Composition
Le canton de Plœuc-sur-Lié regroupait les communes suivantes :
- Le Bodéo ;
- La Harmoye ;
- L'Hermitage-Lorge ;
- Lanfains ;
- Plaintel ;
- Plœuc-sur-Lié.

## Démographie
| 1968  | 1975  | 1982  | 1990  | 1999  | 2006  | 2011  | 2012  |
| ----- | ----- | ----- | ----- | ----- | ----- | ----- | ----- |
| 7 835 | 8 064 | 8 532 | 8 522 | 8 500 | 9 196 | 9 722 | 9 884 |

## Représentation

### Conseillers généraux de 1833 à 2015
De 1840 à 1849, les cantons de Moncontour et de Plœuc avaient le même conseiller général. Le nombre de conseillers généraux était limité à 30 par département.
| Période           | Identité                                                         | Parti                 | Qualité |
| ----------------- | ---------------------------------------------------------------- | --------------------- | --- |
| 1833-1839         | François Cyprien Jules Rodolphe Marie Baron du Taya (1782-1865), |                       | Ecuyer, agronome, maître de forges Maire de L'Hermitage                                                              |
| 1839-1848         | Charles du Merdy de Catuelan                                     |                       | Propriétaire à Hénon                                                                                                 |
| 1848-1852         | Germain Boullé père                                              |                       | Propriétaire à Plœuc-sur-Lié                                                                                         |
| 1852-1880         | Victor Guépin (1797-1883)                                        | Droite                | Propriétaire à Quintin, Notaire royal régisseur des biens de la famille Choiseul-Praslin Conseiller d'arrondissement |
| 1880-1898         | Victor Radenac                                                   | Républicain           | Notaire Conducteur des Ponts et Chaussées à Gouarec Maire de Plœuc-sur-Lié (1890-1901)                               |
| 1898-1919         | Mathurin Moisan                                                  | Conservateur          | Négociant à Plœuc-sur-Lié                                                                                            |
| 1919-1933 (décès) | Louis Morel (1875-1933)                                          | Rad.                  | Négociant en grains Maire de Plœuc-sur-Lié (1920-1933)                                                               |
| 1933-1940         | Louis Morel (fils du précédent)                                  | Rad. puis SFIO        | Négociant Maire de Plœuc-sur-Lié (1933-1941) Nommé membre de la Commission administrative départementale en 1941     |
|                   |                                                                  |                       | |
| 1943-1945         | Julien Dubois                                                    |                       | Maire de La Harmoye Nommé conseiller départemental en 1943                                                           |
|                   |                                                                  |                       | |
| 1945-1982         | Louis Morel                                                      | SFIO puis PSU puis PS | Maire de Plœuc-sur-Lié (1945-1982)                                                                                   |
| 1982-2001         | Henri Bozec (1926-2003)                                          | PS                    | Vétérinaire Maire de Plœuc-sur-Lié (1982-1999)                                                                       |
| 2001-2015         | Gérard Le Guilloux                                               | DVG puis PS           | Employé de banque Ancien adjoint au Maire de Plaintel                                                                |

### Conseillers d'arrondissement (de 1833 à 1940)
| Période                                  | Période      | Identité                   | Étiquette           | Qualité |
| ---------------------------------------- | ------------ | -------------------------- | ------------------- | --- |
| 1833                                     | 1852         | Victor Guépin              |                     | Notaire, maire de Plœuc-sur-Lié (1833-1840)                                                                 |
| 1852                                     | 1890 (décès) | Amédée Radenac (1814-1890) | Républicain         | Notaire, maire de Plœuc-sur-Lié                                                                             |
|                                          |              |                            |                     | |
| 1895                                     | 1919         | Guillaume-Marie Allo       | Droite              | Propriétaire-cultivateur, maire de Lanfains                                                                 |
| 1919                                     | 1931         | Louis Garnier              | Droite              | Expert à Plœuc-sur-Lié                                                                                      |
| 1931                                     | 1940         | Jean-Baptiste Georgelin    | Républicain radical | Cultivateur, adjoint au maire de Plœuc-sur-Lié                                                              |
| 1940                                     |              |                            |                     | Les conseils d'arrondissement ont été suspendus par la loi du 12 octobre 1940 et n'ont jamais été réactivés |
| Les données manquantes sont à compléter. |              |                            |                     | |